# جان فريتز بوم
جان فريتز بوم (بالفرنسية: Jean Fritz Boom)‏ هو لاعب كرة قدم هايتي في مركز الدفاع، ولد في 9 يناير 2000 في بورت أو برانس في هايتي.

## وصلات خارجية
- جان فريتز بوم على موقع قاعدة بيانات كرة القدم.إي يو (الإنجليزية)
- جان فريتز بوم على موقع ناشيونال فوتبول تيمز (الإنجليزية)
- جان فريتز بوم على موقع Soccerway.com (الإنجليزية)
- جان فريتز بوم على موقع عالم كرة القدم.نت (الإنجليزية)